# Pas dupe
Pas dupe est un roman de Yves Ravey publié le 7 mars 2019 aux éditions de Minuit.

## Résumé
Un dimanche matin, très tôt, la voiture de Tippi Meyer enfonce une barrière de protection dans une route à virages et s'écrase dans le précipice, sur la route de Santa Clarita. Le mari, Salvatore Meyer, est rapidement informé. L'amant, Kowalzki, est déjà là. Le père, qui habite l'étage de la maison du couple marié Tippi-Salvatore est informé.
L'inspecteur de police Costa mène l'enquête : accident (dû à la vitesse et à l'alcool), suicide, assassinat... Bienveillant, soupçonneux, curieux, peut-être maladroit, Costa fait son travail de fourmi. La voisine Gladys Lamarr fournit des informations judicieuses. Il manque au moins quelques objets dans la voiture, des gants, un collier. Le ménage ne fonctionnait pas très bien, et le beau-père peut confirmer.

## Personnages
- Salvatore Meyer, narrateur, employé dans l'entreprise Cazale
- Tippi Meyer, née Cazale, employée de l'entreprise Cazale
- Bruce Cazale, chef de l'entreprise Société Bruce Cazale : démolition industrielle, recyclage, désamiantage, sciage béton, génie civil
- Kowalzki, amant de Tippi, marié avec enfants
- Costa Martin Lopez, inspecteur de police
- Gladys Lamarr, voisine de la maison des Meyer, avec son chien

## Accueil
Le lectorat francophone apprécie la mise en scène de cette mort (accident, suicide, féminicide) de ce marché de dupes où chacun perd sa mise. À la lisière entre le polar et la parodie, l’écrivain sait créer une atmosphère oppressante, une inquiétante tension, qui interdit à ses textes de virer à la simple pochade. L'auteur se méfie de tous les atermoiements de l’âme et de l’esprit. Un grand roman de la médiocrité humaine.